# Quay
Quay è una comunità non incorporata della contea di Quay, nel Nuovo Messico. Si trova a circa 24 km a sud di Tucumcari sulla New Mexico State Highway 209.

## Storia
L'insediamento di Quay fu fondato intorno al 1902. Nel 1904, la comunità assunse ufficialmente questa denominazione in seguito all'istituzione dell'ufficio postale. Il nome "Quay" onora Matthew S. Quay, un veterano della guerra civile americana, originario della Pennsylvania, che divenne senatore degli Stati Uniti nel 1887. Mentre era in carica, Quay divenne un sostenitore della statualità per il Territorio del Nuovo Messico ed era apprezzato in tutto lo stato per i suoi sforzi. Il Nuovo Messico fu ammesso come il 47º stato dell'Unione il 6 gennaio 1912. Qualche tempo prima del 1926, l'insediamento fu spostato a 2,4 km a nord-ovest nella sua posizione attuale vicino alla nuova New Mexico State Highway 209, che si estende attraverso l'ampia valle conosciuta come Quay Valley.